# Strackgasse 16 (Bad Camberg)

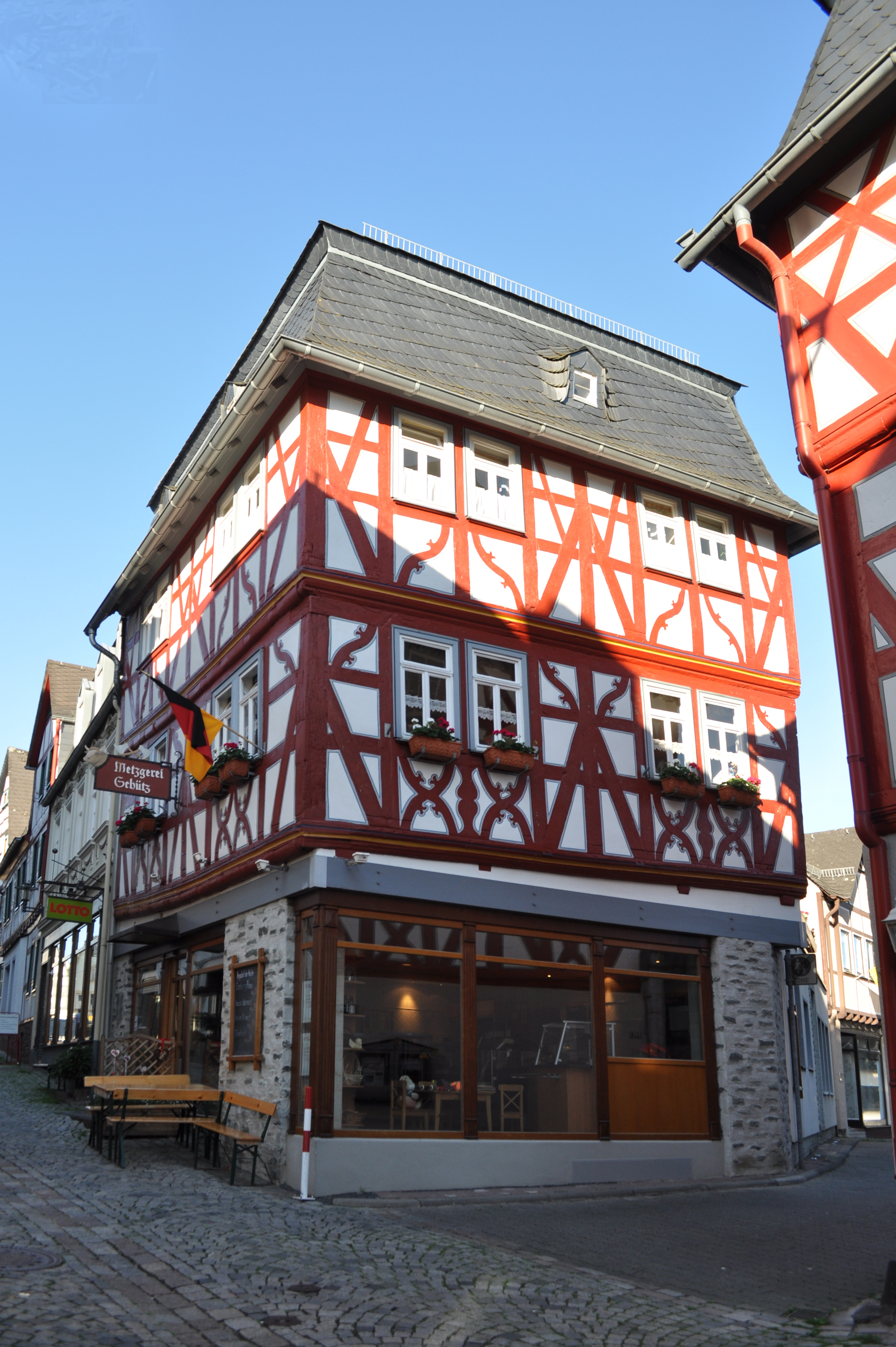
Gebäude Strackgasse 16 in Bad Camberg

Das Gebäude Strackgasse 16 in Bad Camberg, einer Stadt im Süden des mittelhessischen Landkreises Limburg-Weilburg, wurde Mitte des 18. Jahrhunderts errichtet. Das Wohn- und Geschäftshaus ist ein geschütztes Kulturdenkmal.
Das Fachwerkhaus ist über quadratischem Grundriss errichtet. Das ursprüngliche Erdgeschoss ist durch Veränderungen im 20. Jahrhundert nicht mehr zu erkennen. Die Obergeschosse sind unverändert mit einem regelmäßigen, symmetrischen Aufbau versehen. Zwischen den Mannfiguren sind die Fenster paarweise gruppiert. Im ersten Obergeschoss sind Feuerböcke in den Brüstungsgefachen und geschweifte Kopfstreben vorhanden, das zweite Obergeschoss ist einfacher gestaltet.
Das große Mansardwalmdach ist dem Nachbargebäude Nr. 14 auffallend ähnlich.